# Řád ctností
Řád ctností (arabsky: نيشان الكمال) je Egyptský ženský řád založený roku 1915 v dobách Egyptského sultanátu. Po pádu monarchie byl převzat i Egyptskou republikou. V praxi je udílen především jako diplomatický řád manželkám předních politiků, příslušníků královských rodin či diplomatů.

## Historie a pravidla udílení
Řád byl založen 14. dubna 1915 egyptským sultánem Husajnem Kamilem. V roce 1923 byl řád reformován. Po pádu egyptské monarchie byl řád zachován, došlo pouze ke změně řádových stanov. Udílen by měl být za mimořádně vynikající služby, ale většinou je udílen manželkám důležitých státníků.

## Insignie
Řádový odznak monarchistické verze řádu měl tvar hvězdy s deseti lotosovými květy, které byly střídavě smaltovány v modré a bílé barvě. Uprostřed byl medailon s nápisem v arabském písmu. Ke stuze byl připojen pomocí přechodového prvku ve tvaru královské koruny.
Řádový odznak republikové verze řádu má tvar pěticípé modře smaltované hvězdy s rameny ve tvaru lotosových květů na koncích s vloženými rubíny. Mezi rameny jsou zlaté dekorace zdobené rubíny. Uprostřed je kulatý bíle smaltovaný medailon se zlatým nápisem v arabštině. Ke stuze je odznak připojen přechodovým prvkem v podobě státního znaku. Řádový odznak I. třídy se tvarem shoduje s odznakem speciální třídy je však použito méně drahokamů. Odznaky II. a III. třídy jsou menší.
Stuha je světlé šedá se zlatými okraji. Existují také červené stužky se zlatými okraji

## Třídy
Řád je udílen ve čtyřech třídách:
- nejvyšší třída – Řádový odznak se nosí na široké stuze spadající z pravého ramene na protilehlý bok. Řádová hvězda se nosí nalevo na hrudi. Tato třída je udílena manželkám hlav států, viceprezidentů a korunních knížat.
- I. třída – Řádový odznak se nosí na užší stuze spadající z pravého ramene na protilehlý bok. Řádová hvězda stejné velikosti jako v případě vyšší třídy se nosí nalevo na hrudi. Tato třída je udílena manželkám předsedů vlád a ministrů.
- II. třída – Řádový odznak se nosí na stuze s rozetou nalevo na hrudi. Řádová hvězda této třídě již nenáleží. Tato třída je udílena manželkám velvyslanců.
- III. třída – Řádový odznak se nosí na stuze bez rozety nalevo na hrudi. Tato třída je udílena manželkám nižších diplomatů.

nejvyšší třída
I. třída
II. třída
III. třída